# سيد الخواتم
هذا المقال عن رواية سيد الخواتم إذا كنت تبحث عن فيلم سيد الخواتم أنظر سيد الخواتم (سينما).

خاتم سورون

سيد الخواتم (بالإنجليزية: The Lord of the Rings) رواية خيالية ملحمة خارقة كتبها البريطاني ج. ر. ر. تولكين على نمط الرواية فانتازية.
بدأت كتتمة لكتابه السابق الهوبيت ثم تطورت إلى قصة أكبر بكثير، كُتبت على مراحل بين 1937 و1949، وكثير منها كُتب خلال الحرب العالمية الثانية. نُشرت في الأساس في ثلاث مجلدات في العامين 1954 و1955، وأعيد طبعها منذ ذلك الحين مرات كثيرة، كما تُرجمت إلى العديد من لغات العالم والآن تترجم إلى اللغة العربية، لتصبح واحدة من أكثر الأعمال الأدبية انتشاراً في القرن العشرين.
تقع أحداث سيد الخواتم في أرض تدعى الأرض الوسطى. تحكي القصة عن شعوب مثل الهوبيت، البشر والأقزام والسحرة والأورك والآلف وغيرها، وتتمحور حول خاتم السلطة الذي صنعه سيد الظلام سورون. تتقدم القصة بدءاً من المقاطعة، عبر الأرض الوسطى متتبعة حملات حرب الخاتم. تتبع القصة الرئيسية ستة ملحقات تزود القارئ بخلفية لغوية وتاريخية مهمة حول الأحداث.
ومع أعمال تولكين الآخرى، حُللت ثيمات سيد الخواتم وأصولها بشكل مكثف رغم أن القصة نفسها هي بالكاد الحركة الأخيرة في سلسلة ميثولوجية أكبر، أو بناء أسطوري عمل عليه تولكين لسنوات عديدة ابتداء من 1917. التأثيرات على أعماله السابقة، وسيد الخواتم تتضمن: اللسانيات، الميثولوجيا، والدين، وتحوي تجربته خلال الحرب العالمية الأولى. وسيد الخواتم أثرت بدورها على الأعمال الفانتازية الحديثة، وامتد تأثير أعمال تولكين إلى درجة أن الاستخدام المتكرر لكلمات مثل: التولكينية، والنمط التولكيني أدخلها قاموس أوكسفورد للغة الإنجليزية.
أدت شعبية سيد الخواتم الهائلة والثابتة إلى عدد هائل من الإشارات في الثقافة الشعبية، ونشر عدد كبير من الكتب عن تولكين وأعماله. ألهمت سيد الخواتم (ولا تزال تُلهِم) قصصاً قصيرة، ألعاب فيديو، أعمالاً فنية وموسيقية، وعدد هائل من الأعمال المستمدة من عالم تولكين في وسائل الإعلام المختلفة، وإنتاجات سيد الخواتم على وجه التحديد كانت للإذاعة، والمسرح، والأفلام، وأدى إطلاق ثلاثية سيد الخواتم السينمائية إلى موجة اهتمام عارمة بسيد الخواتم وأعمال تولكين الأخرى.

## خلفية القصة

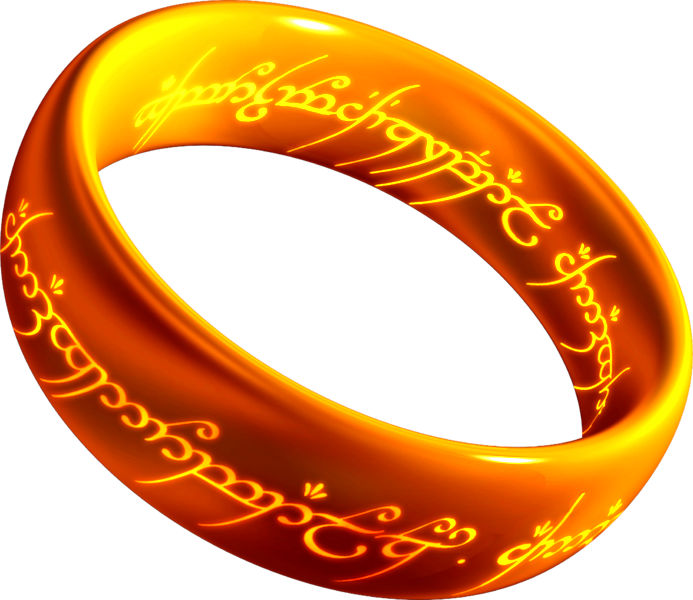
الخاتم الواحد

تمتد خلفية القصة، والتي كتبت في كتاب السلمارية (بالإنجليزية: The Silmarillion)، إلى آلاف السنين قبل بدء أحداث الكتاب مع صعود سيد الخواتم الذي تحمل القصة اسمه، سيد الظلام سورون، الكيان الروحي الشرير المتجسد الذي يملك قوى خارقة للطبيعة، والذي سيصبح لاحقاً حاكم عالم موردور الباعث على الرهبة.
في نهاية العصر الأول للأرض الوسطى، ينجو سورون من الهزيمة المدمرة لسيده المنفي الشكل المطلق للشر مورغوث. وأثناء العصر الثاني، يخطط سورون للسيطرة على الأرض الوسطى. فيتنكّر بشكل أناتار (أو سيد الهدايا)، ويُساعد سيليبريمبور وحدادي إريغوين الأحد عشر في صناعة خواتم القوة، ثم يصنع بعدها الخاتم الأوحد الذي يسيطر على مرتدي خواتم القوة. وتفشل هذه الخطة عندما يدركها الآلف، ويخلعون خواتمهم. عندها يُعلن سورون حرباً يستولي خلالها على الخواتم السبعة والخواتم التسعة، ويوزعها على سادة وملوك الأقزام والبشر باحترام. يثبت سادة الأقزام أنهم عصيون على الاستعباد رغم جشعهم الكبير للذهب خصوصاً، وحرصهم على زيادة مخزونهم منه على حساب الآخرين، الأمر الذي يسبب نزاعات مستمرة بينهم وبين بقية الأعراق. الرجال البشر الذين حملوا الخواتم التسعة فقدوا استقامتهم وصدقهم ببطء مع الزمن، وانتهوا إلى أن أصبحوا النازغول، خدم سورون الأكثر إثارة للرعب. تبقى ثلاثة خواتم في حوزة الآلف ويفشل في الاستحواذ عليها، وتنتهي الحرب بمساعدة النومينوريين للآلف المعاصرين، وانسحاب قوات سورون من سواحل إريادور. مُبقياً سيطرته على مُعظم أنحاء الأرض الوسطى باستثناء رفينديل ولوني.
بعد ما يزيد عن ألف وخمسمائة عام، يصل خبر إلى ملك نومينور أر- فارازون بأن سورون أصبح يحمل لقب سيد كل الأرض الوسطى الأمر الذي يستفزه ويمنحه الفرصة لإثبات مجد وقوة نومينور، فيصل الأرض الوسطى بقوة لاتُقهر تجعل جيوش سورون تتقهقر لمرآها، وبعد أن خذله أتباعه استسلم سورون للنومينوريين، وأُخذ إلى نومينور كسجين. وهناك بدأ في تسميم عقول النومينوريين ضد القوة الملائكية للعالم فالار، وهكذا يعد سورون لحركة سببت سلسلة من الوقائع التي أدت إلى دمار نومينور، وذلك بإفساد عقل الملك وإخباره أن خلود الآلف في متناول يده إذا داس الأراضي المباركة. ومع خرفه، يغزو أر- فارازون فالينور بأعظم قوات شوهدت مُنذ حرب الغضب. وما أن داست أقدامهم على أراضي فالينور المقدسة حتى نشأ جبل هائل حُبس فيه الجنود النومينوريون، وسيبقون محبوسين حتى معركة العالم النهائية حيث لا يُعلم ما إذا كانوا سيقاتلون إلى جانب الشر أم أنهم سيتوبون ليقاتلوا في صف الخير.
يستدعي مانوي، ملك فالار، إلوفاتار (الكيان شبه الإلهي) الذي يفتح أخدوداً هائلاً في البحر يدمر نومينور، ويُبعد الأراضي التي لا تموت عن عالم الفانين. يُدمر خراب نومينور سورون تقريباً، لكنه يعود في صورة روح إلى موردور ويتشكل من جديد.
وبعد أكثر من مائة عام، يشن هجوماً على منفيي نومينور الذين هربوا إلى الأرض الوسطى، لكنهم يستطيعون الرد عليه (بقيادة إلينديل وابنيه إيسيلدور وأناريون) ويشكلون آخر حلف بين البشر والآلف مع ملك الآلف جيل غالاد، زاحفين إلى موردور ومحاصرين باراد دور، في الوقت الذي يُذبح فيه أناريون.
وبعد سبع سنوات من الحصار، يُجبر سورون نفسه على الدخول في معركة فردية مع القادة. ينتهي جيل غالاد وإلينديل نهاية مروعة عند قتالهما سورون، وينكسر سيف إلينديل نارسيل. وبعد أن قتل سورون الينديل، اتجه إلى ابنه إسيلدور ليقتله، لكن إسيلدور التقط الجزء الباقى من سيف والده نارسيل وقطع يد سورون التي بها الخاتم وبذالك فقد سورون معظم قواه، لكنه لا يموت بل يظل كيان مبهم يطوف الأرض لان إسيلدور اغوته قوه الخاتم فرفض تدميره واخذه لنفسه مما سمح لشر ووجود روح سورون ان تستمر.
يبدأ العصر الثالث للأرض الوسطى بعد عامين من دمار سورون، يقع إسيلدور ورجاله في كمين نصبه لهم الأورك بينما كانوا مسافرين إلى ريفنديل، ويُقتل في كارثة الحقول الذهبية، بسبب خيانه الخاتم له فالخاتم هو الذي جذب الأورك للهجوم على إسيلدور لانه كان يريد العودة لسيده وعندما بدء جنود إسيلدور يتساقطوا بكثر امام موجات الأورك الكثيره لبس إسيلدور الخاتم ليختفى ويسبح عبر النهر، لكن الخاتم خانه وانزلق من اصبعه ليصبح مرئ وفي مجال رماه الأورك. وهكذا سقط الخاتم في النهر العظيم أندوين، وضاع لألفيتين ونصف، حتى عثر عليه هوبيت اسمه ديغول، فيخنقه قريبه سميغول بإغراء الخاتم، لتنفيه جدته لأمه من المنزل، فيهرب إلى جبال الضباب حيث يذبل ببطء ويتحول إلى مسخ مقزز ودبق يُدعى غولوم.
في الهوبيت، التي تقع أحداثها قبل ستين عاماً من أحداث سيد الخواتم، يقص تولكين عثور الهوبيت بيلبو باغنز على الخاتم بشكل يظهر أنه مصادفة. لم يدرك بيلبو أو الساحر غاندالف حينئذ أن خاتم بيلبو السحري كان الخاتم الأوحد الذي صاغه سيد الظلام سورون.

## ملخص القصة
تأخذ سيد الخواتم القصة إلى بعد ستين عاماً من نهاية الهوبيت. تبدأ القصة في المجلد الأول، رفقة الخاتم، عندما يحوز فرودو باغنز، وريث بيلبو المُتبنى، على خاتمه السحري، يكتشف صديق بيلبو القديم الذي ورطه في مغامرات كتاب الهوبيت، غاندالف الأشيب، أن الخاتم السحري ليس في الحقيقة إلا الخاتم الأوحد، أداة قوة سورون، والشيء الذي كان يبحث عنه سيد الظلام لمعظم زمن العصر الثالث، الشيء الذي أغوى الكثيرين للسعي إلى امتلاكه والحصول على القوة التي يحملها.
يرسل سورون خدمه المثيرين للرهبة (النازغول أو أشباح الخاتم متنكرين على أنهم الفرسان السود) إلى شاير بحثاً عن الخاتم، وبمعية خادمه المخلص سام كامجي، وصديقيه المقربين ميري برانديبوك وبيبين توك، يُغادر فرودو إلى نزل، حيث يلتقون بجوال يدعى «سترايدر» يُساعدهم على تضليل الفرسان، وتكشف رسالة غاندالف فيما بعد أنه أراغورن، وريث عرش غوندور وأرنور، إلروند]]، مقرراً أن الفعل الوحيد الذي يمكنه إنقاذ الأرض الوسطى هو تدمير الخاتم بأخذه إلى موردور وإلقائه في نيران جبل الهلاك حيث صيغ.
يتطوع فرودو للمهمة، وتتشكل رفقة الخاتم لتساعده، مكونة منه هو نفسه، غاندالف، أراغورن، بورومير الغوندوري، غيملي القزم، ليغولاس الآلف، والهوبيت الثلاثة الذين رافقوه. تأخذهم رحلتهم عبر مناجم موريا حيث تبعهم المخلوق المثير للشفقة، غولوم، الذي قابله بيلبو في كهوف عفاريت جبال الضباب قبل سنين. استحوذ غولوم على الخاتم لسنين طويلة قبل أن ينتقل إلى ملكية بيلبو، ويشرح غاندالف أن غولوم كان من الهوبيت قبل أن يحصل على الخاتم الذي دمره، وجعله عبداً لقوته الشريرة، وأنه يحاول بيأس استعادة الغالي. بينما كانوا يتقدمون في المناجم، يكشف بيبين موقعهم دون قصد، فتُهاجم الجماعةَ مخلوقاتُ سورون. يُقاتل غاندالف المخلوق تحت الأرضي، الشيطان بارلوغ، ويقع في فجوة هائلة، ليموت ظاهرياً. تهرب الرفقة من موريا، ويقودها أراغورن بعد غاندالف، يتجهون إلى مملكة الآلف في لوثلورين، وهناك تُري السيدة غالادريل فرودو وسام رؤى من الماضي والحاضر والمستقبل، ويرى فرودو أيضاً عين سورون، وهي تعبير ميتافيزيقي عن سورون نفسه، ويُغري الخاتم غالادريل. بنهاية الجزء الأول، بعد أن تسافر الرفقة عبر نهر أنودين العظيم، يقرر فرودو متابعة الرحلة إلى موردور بنفسه، كنتيجة لتأثير الخاتم المتزايد على بورومير، ويُصر سام المخلص على الذهاب معه.
في المجلد الثاني، البرجان، تُحكَى القصة بشكل متوازٍ، في الكتاب الأول من المجلد تُكشَفُ تفاصيل ذهاب المتبقين من رفقة الخاتم لمساعدة روهان ضد الشر المتزايد لسارومان، قائد نظام السحرة الذي أغراه سورون، والذي يريد الخاتم لنفسه. في بداية الكتاب الأول، تتشتت الرفقة بشكل أكبر، فيؤسر ميري وبيبين من قبل أورك سارومان، ويقتل بورومير أثناء دفاعه عنهما، ويتجه أراغورن مع ليغولاس وغيملي لتعقب آسريهما. يُقابل الثلاثة في رحلتهم غاندالف الذي عاد إلى الأرض الوسطى على أنه غاندالف الأبيض، ويُكشَف أنه قد قتل بارلوغ موريا، وبالرغم من أن المعركة كانت مميتة لغاندالف، إلا أنه «وُلد مجدداً» بإدراك أكبر لحقيقة مايتوجب عليه فعله، وثقة كبيرة بالقوى التي يمتلكها. وبنهاية الكتاب الأول، يُساعد غاندالف، وأراغورن، وليغولاس، وغيملي في هزيمة قوات سارومان في معركة هورنبرغ، بينما يقلق سارومان نفسه بسبب الإنتس والهورنس الشبيهة بالشجر التي يرافقها ميري وبيبين بعد أن نجحا في الفكاك من الأسر.

## سيد الخواتم: رفقة الخاتم
«خاتم واحد ليحكمهم كلهم، خاتم واحد لإيجادهم كلهم. خاتم واحد لإحضارهم كلهم، وفي الظلام يقيدهم.»
في هذا الجزء من الثلاثية، يرث الهوبيت الشاب فرودو باغينز خاتما، لكن هذا الخاتم ليس حلية رخيصة، بل هو الخاتم الأوحد، آلة السلطة المطلقة التي يمكن أن تسمح لسورون (سيد الظلام لموردور) حكم الأرضِ الوسطى واستعباد شعبها. يقوم فرودو مع رفقة الخاتم، التي تضمنت أصدقائه الهوبيت الموالين وبشر وساحر وقزم وآلف، برحلة حيث عليهم أن يأخذوا الخاتم الأوحد عبر الأرضِ الوسطى إلى جبل الهلاك (المكان الذي صُنع فيه) ليتم تدميره للأبد، رحلة مليئة بالمخاطر، في أرض مواليه لسورون، حيث يحشد جيشه من الأورك. لم تتهدد رفقتهم بالشرور الخارجية التي يمكن أن يتعرضوا لها والتي كان عليهم الدفاع عن أنفسهم ضدها فقط، بل أيضاً تأثرت بالخلاف الداخلي، الذي حدث بتأثير من الخاتم. إن مستقبل الأرض الوسطى مقترن بمصير الخاتم.

## سيد الخواتم: البرجان
يبدأ سيد الخواتم: البرجان في تلال إمين مويل حيث ضل الهوبيت فرودو وسام طريقهم، واكتشفوا أنهم مراقبون ومتتبعون من قبل الغامض غولوم وهو مخلوق غريب أصبح عبداً مشوها للخاتم، يعدهم ڠولوم أن يقودهم إلى البوابات السوداء لموردور إذا أطلقوا سراحه. لم يثق سام برفيقهم الجديد، ولكن فرودو أخذته الشفقة على ڠولوم الذي كان هو نفسه حامل للخاتم في يوم من الأيام.
تابع أراڠورن، وليڠولاس الآلف ذو القوس، وجيملي القزم صاحب الفأسين طريقهم عبر الأراضي الوسطى ووصلوا إلى مملكة روهان المحاصرة التي كان لديها الملك العظيم ثيودين الواقع تحت تأثير تعويذة سارومان المميتة، من خلال تلاعب جاسوسه الشرير غريما وورمتونجي. رأت إيوين ابنة أخ الملك في المحارب البشرى أراڠورن صفات القائد، وبالرغم من انجذابه إليها، إلا أن حبه للآلفة أروين كان يملأ قلبه وحياته.
ڠاندالف الذي سقط في الجزء الأول، أعيدت ولادته (بعد قتاله العنيف مع بالروڠ) ليصبح ڠاندالف الأبيض، وذّكر أراڠون بواجبه، وقدرته على توحيد شعب روهان مع آخر ماتبقى من معاقل المقاومة البشرية (ڠوندور). واجهت الزمالة في رحلاتهم العديدة جيوشاً، ومكراً لايمكن تصورهما، وسوف يشهدون المزيد من الغرائب القديمة، والقوة الغير مستغلة لشعبها، حيث عليهم أن يقفوا سوياً ضد القوات القوية المنتشرة من البرجان، برج أورثانك في أيزينجارد، حيث أنتج الساحر الفاسد سارومان جيش قاتل من 10000 محارب قوي، وقلعة سورون في باراد-دور في العمق داخل الأراضي السوداء في موردور.
سيد الخواتم قدم في البرجين كنزاً من الشخصيات الجديدة تماماً مثل:
- ڠولوم: الذي تتبع الزمالة في الفيلم الأول، وهو شخصية غامضة، تأتي إلى النور لأول مرة، وتلعب دوراً رئيسياً في المسعى لتدمير الخاتم الأوحد.
- شعب روهان: وهم شعب يؤمنون بأن المجد هو أهم ما في العالم ومن ضمنهم الجميلة إيوين وأخوها إيومير وملكهم المسحور ثيودين.
- وورمتونجي مستشار ثيودين المضلل وجاسوس سارومان في مملكة روهان.
- فرميير البشري الشقيق الجوندورى لـ بورومير المقتول.
- الإنت تريبيرد: راعي الشجر الحي الذي يمشي، وهو من أقدم كائنات في الأرض الوسطى.

## سيد الخواتم: عودة الملك
«بالإضافة إلى هذه المعارك الضخمة لديك هذه القصص الحميمية، القصص العاطفية، وهنا تجد معظم أوضاع قوة عودة الخاتم الحقيقية»
مع اقتراب المعركة النهائية، وتجمع قوى الظلام، يحاول غاندالف تجميع جيش غوندور المكسور بسرعة إلى المعركة. قام بمساعدته ملك روهان الملك ثيودين الذي وحد جنوده لأكبر اختبار في التاريخ، وبالرغم من شجاعتهم ووفائهم وولائهم فإن قوات البشر (مع تخفي أيوين وميرا بين صفوفهم) فإنهم لايقارنون بالأعداء المحتشدين ضد غوندور، مع مواجهتهم لخسائر كبيرة، إلا أنهم تقدموا وهجموا من أجل مستقبلهم محاولين معاً صرف انتباه سورون وإعطاء حامل الخاتم الفرصة لإكمال مسعاه.
تعلقت آمالهم بفرودو الهوبيت الصغير الذي صمم في رحلته المحفوفة بالمخاطر عبر أراضي العدو الغادر على التخلص من الخاتم الأوحد في نيران جبل الهلاك.
اقترب فرودو من غايته الأخيرة، وزادت المسئولية الملقاة على عاتقه، وزاد اعتماده على سأمويس ڠامڠي الآن سيختبر ڠولوم (والخاتم نفسه) ولاء فرودو وإنسانيته وفي الأخير ألقى فرودو الخاتم لتتحطم العين الكبيرة التي تمثل سورون سيد الظلام وبذلك تنتهي الحرب بين سكان الأرض الوسطى وقوى الظلام.
وبعد هذا يحظى فرودو مع عمه برحلة إلى خارج الأرض الوسطى، وينتهي عهد حكم الخواتم الثلاثة الخاصة بالآلف ويبدأ حكم البشر.

## روابط خارجية
- سيد الخواتم على موقع الموسوعة البريطانية (الإنجليزية)